# Джаміла Джаміль
Джаміла Алія Джаміль (25 лютого 1986) — британська акторка та ведуча. Вона почала свою кар'єру на Channel 4, де з 2009 по 2012 рік вела серіал про попкультуру. Потім стала радіоведучою The Official Chart і була співведучою The Official Chart Update разом зі Скоттом Міллсом на BBC Radio 1. Вона була першою сольною жінкою-ведучою чарт-шоу на BBC Radio 1.
У 2016 році Джаміль переїхала до США. Вона зіграла Тахані Аль-Джаміль у фантастичному комедійному серіалі NBC "У кращому світі". Вона також є ведучою нічного ігрового шоу TBS "Індекс злиднів" (англ. The Misery Index) та однією з суддів модного реаліті-шоу "Легендарні" (англ. Legendary). У 2022 році працювала над двома супергеройськими проєктами: анімаційним фільмом "DC Ліга Супер-Улюбленців" та телевізійним серіалом кіновсесвіту Marvel "Жінка-Галк: Адвокатка".

## Раннє життя
Народилася 25 лютого 1986 року в Гампстеді, Лондон. Її батько має індійське походження, а мати – пакистансько-британське.